# Нойман, Франц фон, Младший
Франц фон Нойман Младший (нем. Franz von Neumann der Jüngere; 16 января 1844, Вена — 1 февраля 1905, Вена) — австрийский архитектор периода историзма, коммерсант и политик. Ученик архитектора Фридриха фон Шмидта.

## Биография
Франц фон Нейман происходил из известной семьи австрийских архитекторов. Помимо него, венскими строителями были его отец, Франц фон Нойман Старший (1815—1888) и его брат Густав фон Нойман (1856—1928). Свою карьеру Франц начинал учеником знаменитых венских архитекторов «стиля Рингштрассе» (нем. Ringstraßenstil) Эдуарда ван дер Нюлля и Августа Зикарда фон Зикардсбурга, а также Фридриха фон Шмидта, чьим помощником он стал впоследствии. Одной из первых работ, созданных в сотрудничестве со Шмидтом, были дома на Ратхаусплац, построенные между 1878 и 1883 годами. Нойман также работал над проектом главного создания Фридриха фон Шмидта — Венской ратуши.
Став самостоятельным, Нойман специализировался на проектировании частных вилл, жилых и административных зданий и (в меньшей степени) церквей Австро-Венгерской империи. Постепенно Нойман переходил от модного в то время стиля неоренессанса и неоготики к более сложным эклектическим (смешанным) формам архитектуры. При строительстве частных вилл, как, например, виллы Шонталер на Земмеринге (построенной для скульптора Франца Шенталера по его предложению в 1882 году) Нойман разрабатывал стиль, основанный на местных традициях, который он впоследствии удачно варьировал. Эта форма загородной, или «сельской архитектуры», является важным вариантом южно-немецкого стиля хайматкунст, а также иногда именуется по названию виллы «стилем Земмеринг» (Semmeringstil).
В последующие годы возникла коммерческая структура, в которой Франц фон Нойман выступал не только в качестве архитектора, но и в качестве агента по недвижимости, строителя и поставщика вилл «под ключ». Он работал консультантом по вопросам строительства и городского ландшафта в общине Брайтенштайн-ам-Земмеринг. Будучи членом местного совета Брайтенштайна, он воспользовался возможностью обеспечить соблюдение строительных правил, применительно к собственной работе. Земмеринг был объявлен дачным районом, в котором разрешалось строить только виллы в «коттеджном стиле» Ноймана.
В 1891 году Франц фон Нойман начал свою политическую карьеру в качестве члена местного совета и занимал эту должность до 1895 года. С 1889 по 1900 год он был членом Венского городского совета (от района Йозефштадт). Помимо прочих забот, как член местного совета Брайтенштайна он обеспечил жителям электрическое уличное освещение и водопровод.
Днём 1 февраля 1905 года Нойман скончался от сердечного приступа. После отпевания в приходской церкви Йозефштадта 4 февраля он был похоронен в семейном склепе на Центральном кладбище Вены.

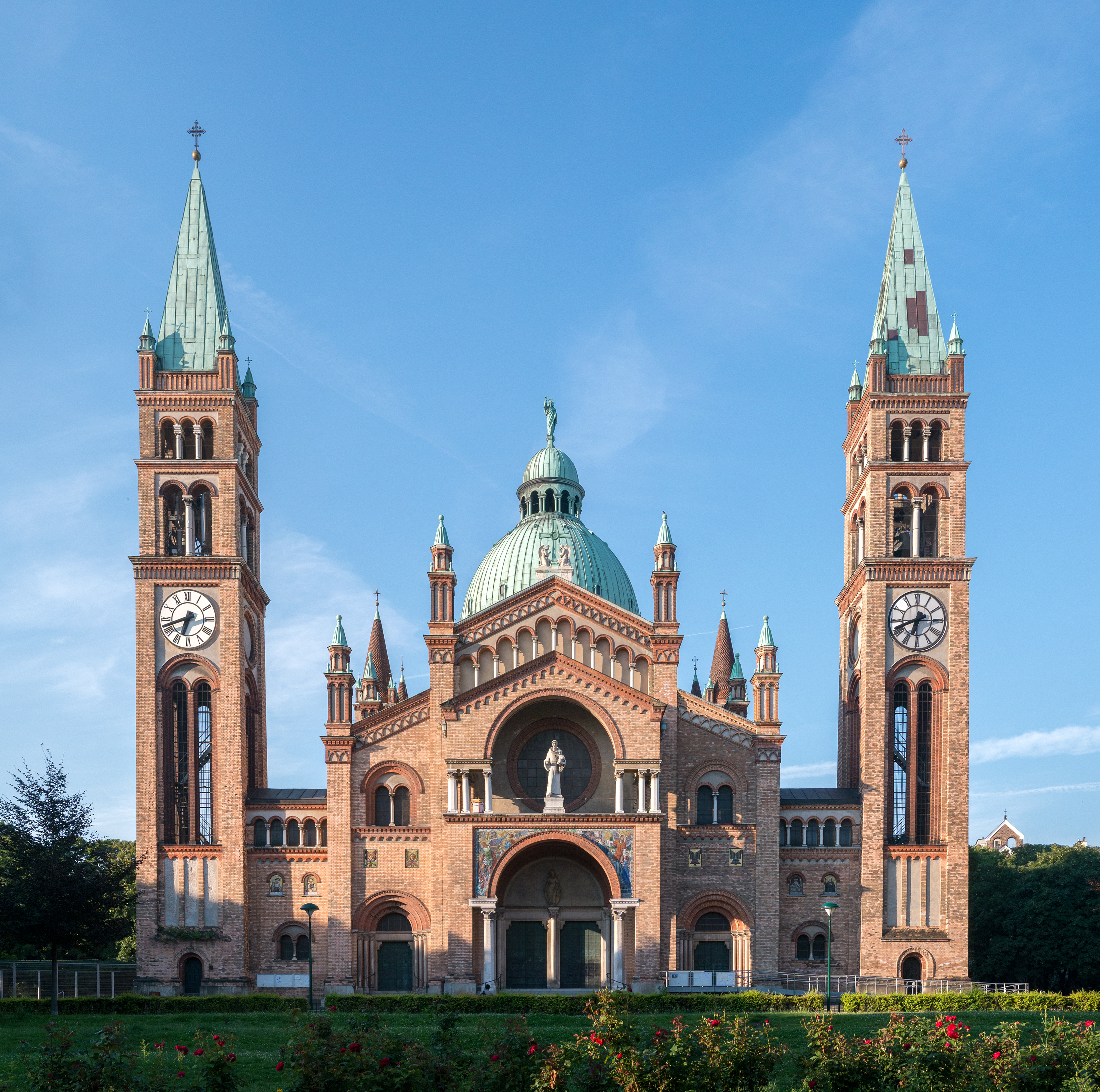
Церковь Святого Антония Падуанского. 1896–1901. Вена
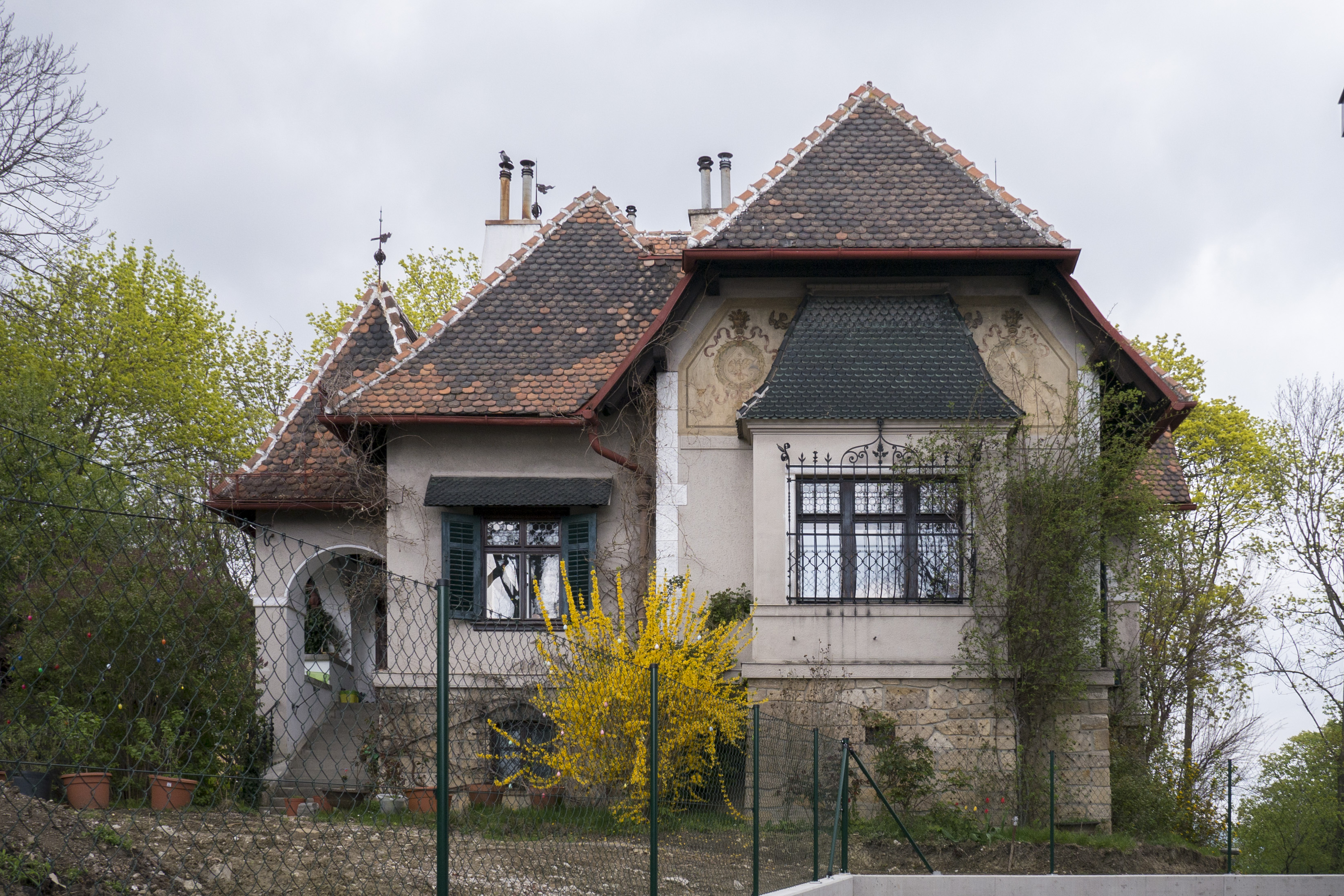
Вилла Куффнер. 1884–1886. Вена
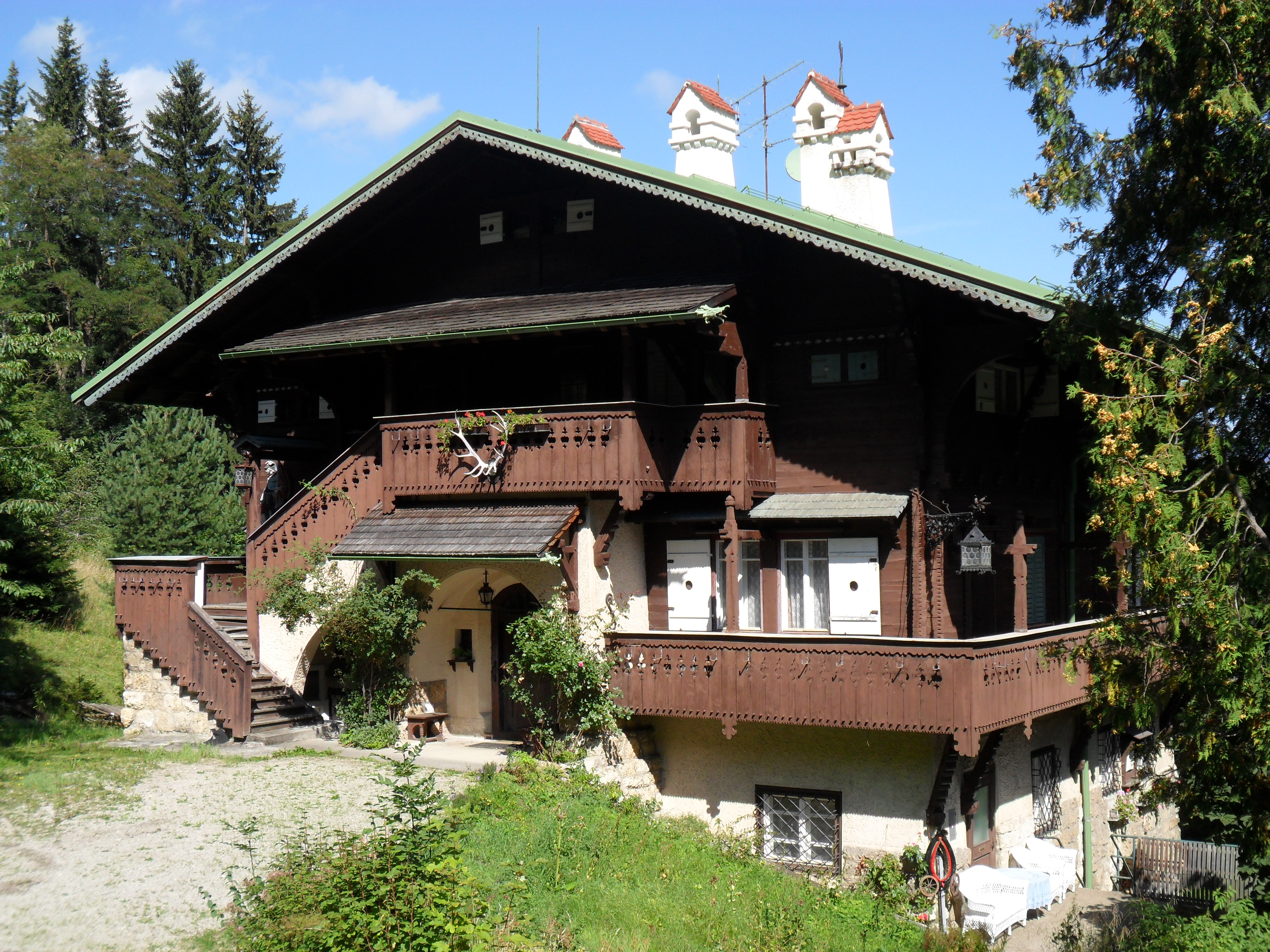
Вилла Нойман-Земмеринг
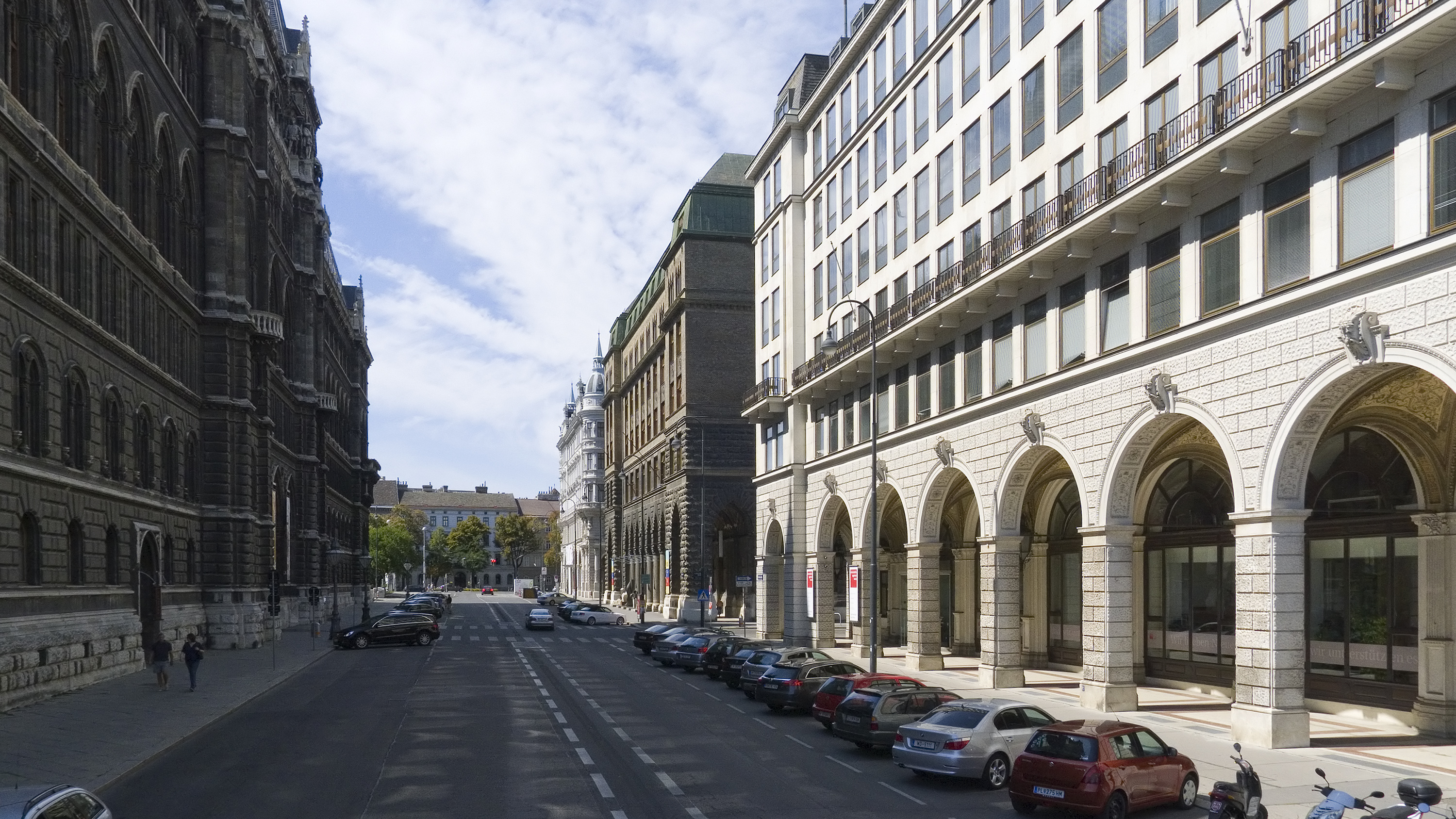
«Арочный дом» на Фельдерштрассе. Вена
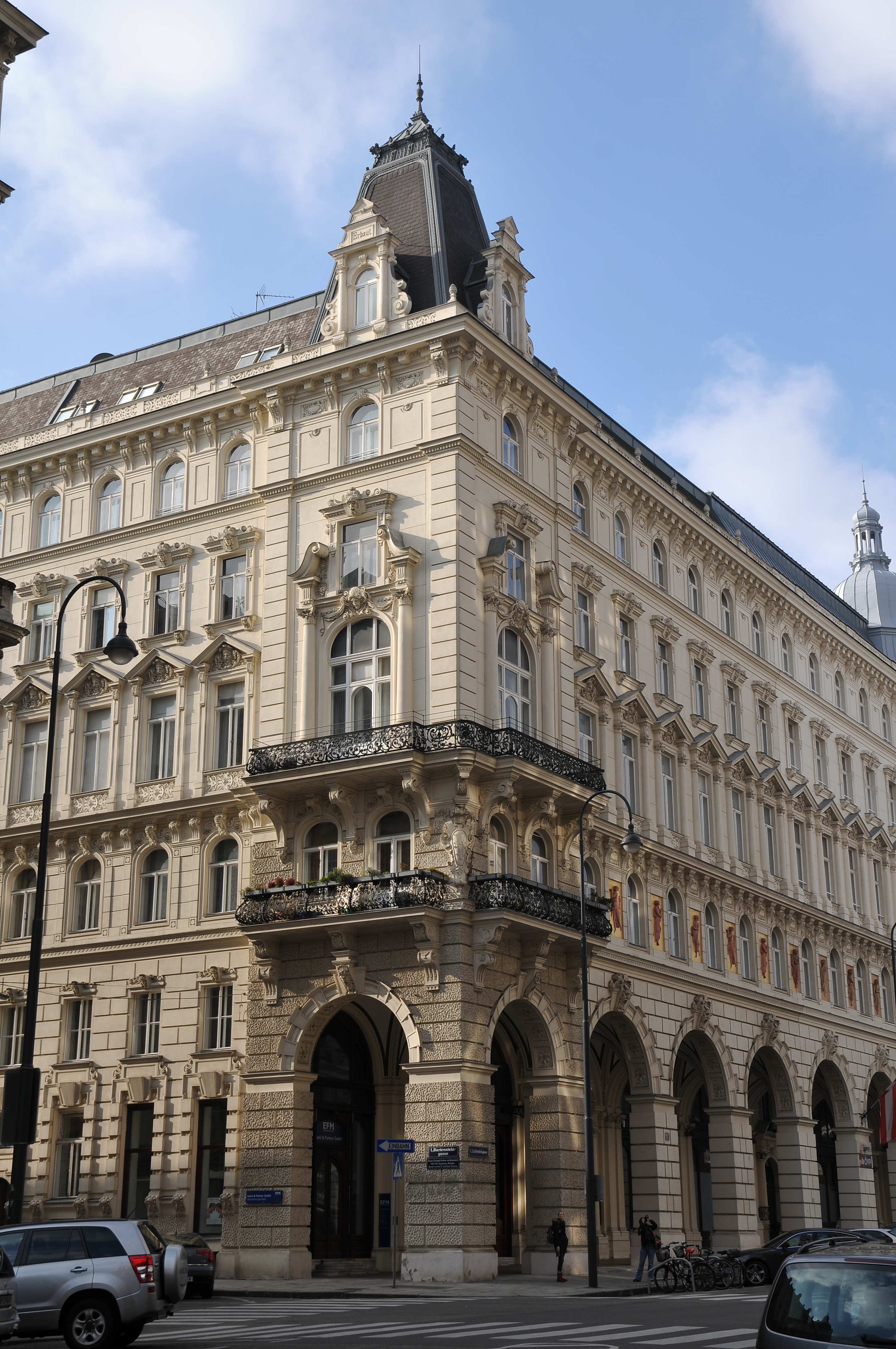
Дом на Лихтенфельсгассе-Бартенштайнгассе. Вена
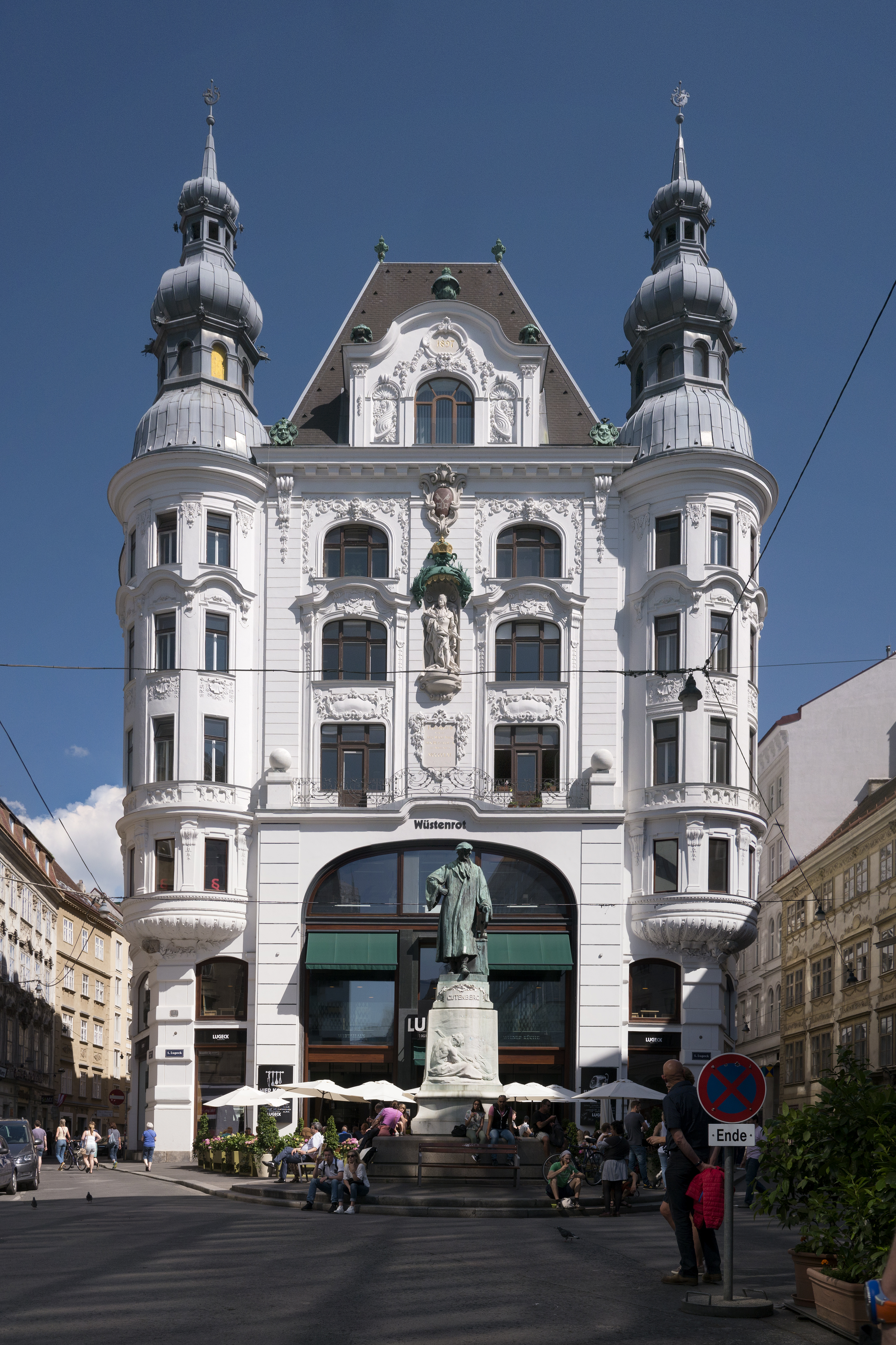
Универсальный магазин Регенсбургерхоф. Вена
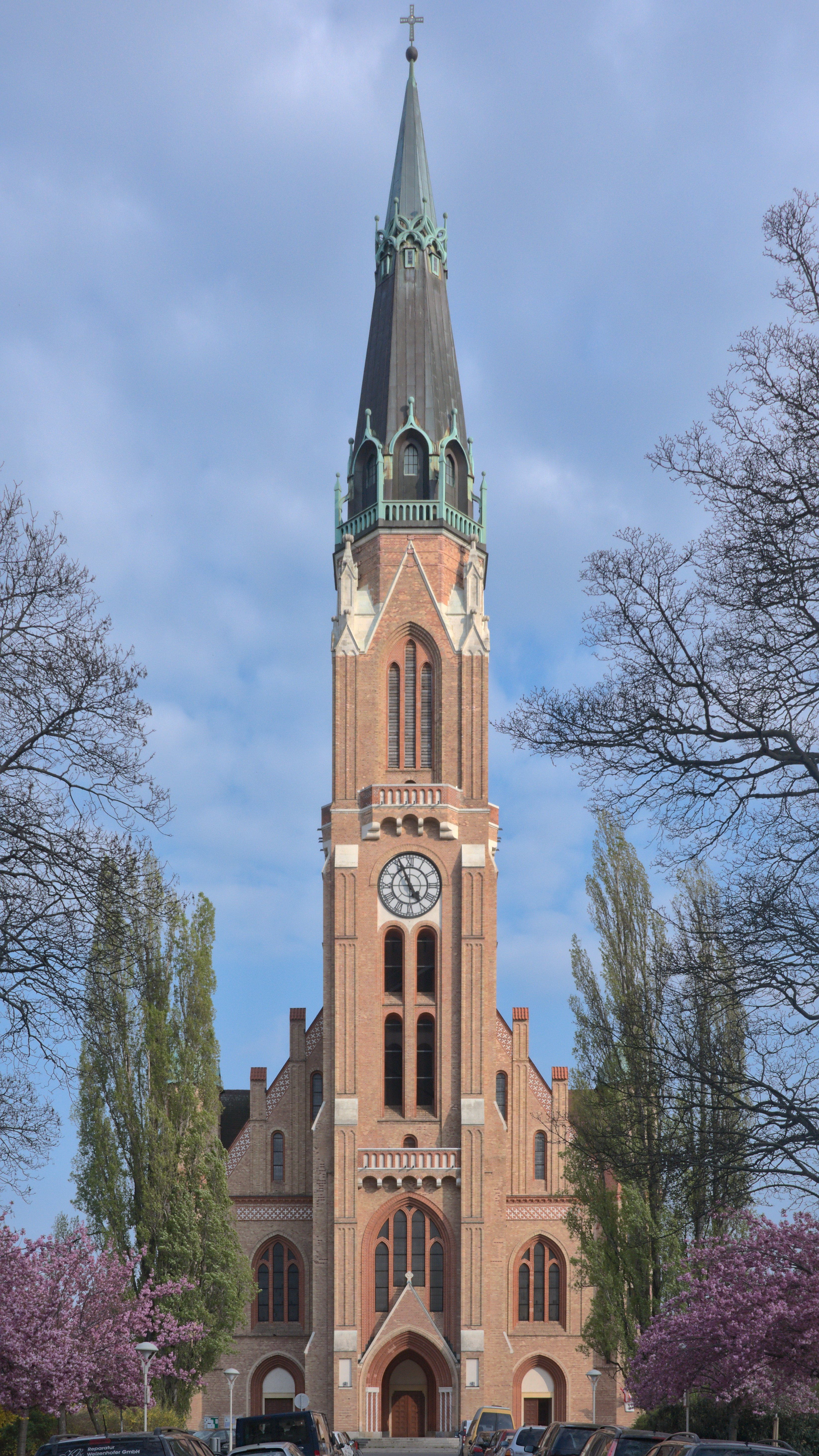
Церковь Св. Леопольда. Флоридсдорф, Вена
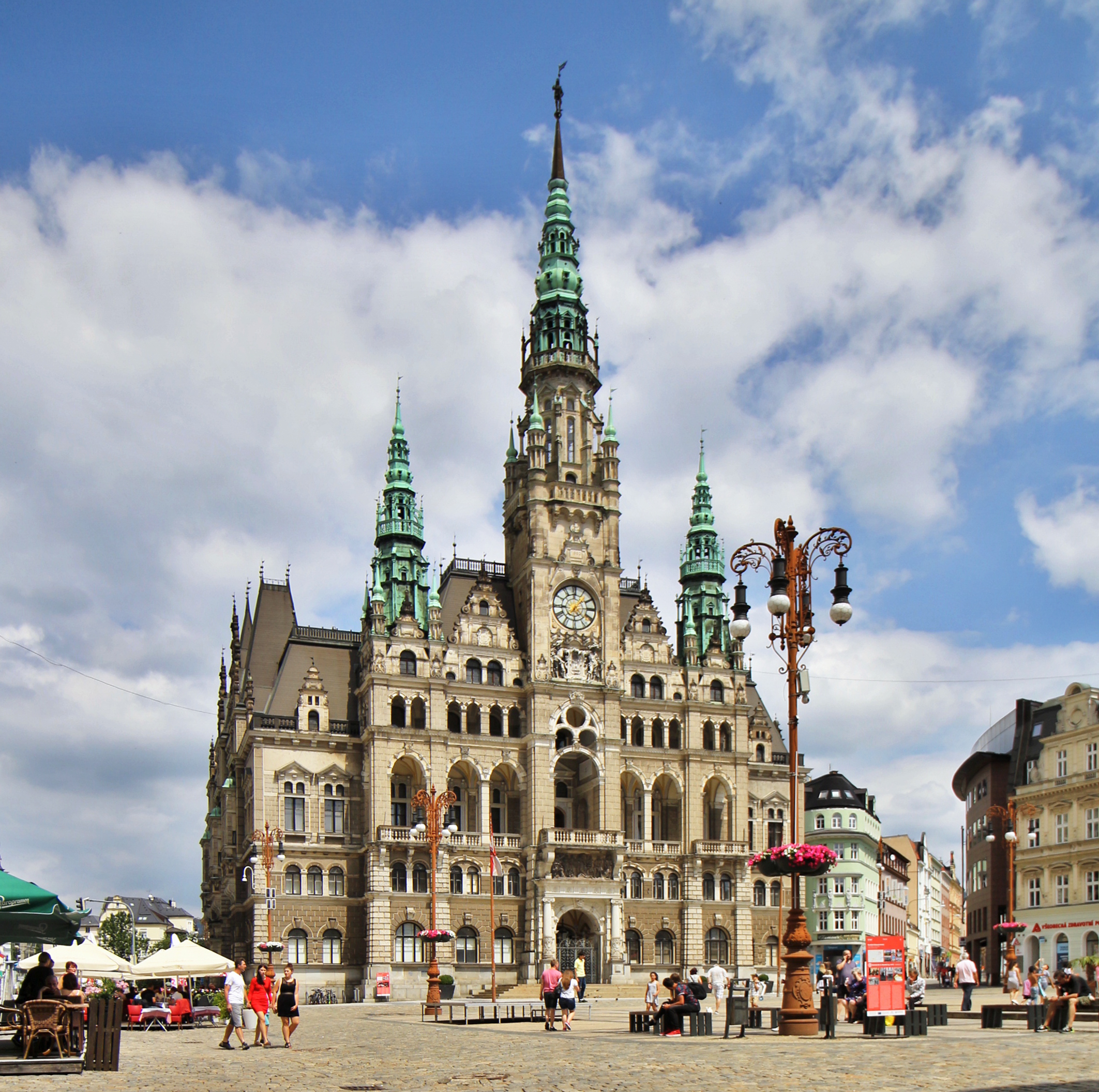
Здание ратуши. 1888–1893. Либерец, Чехия
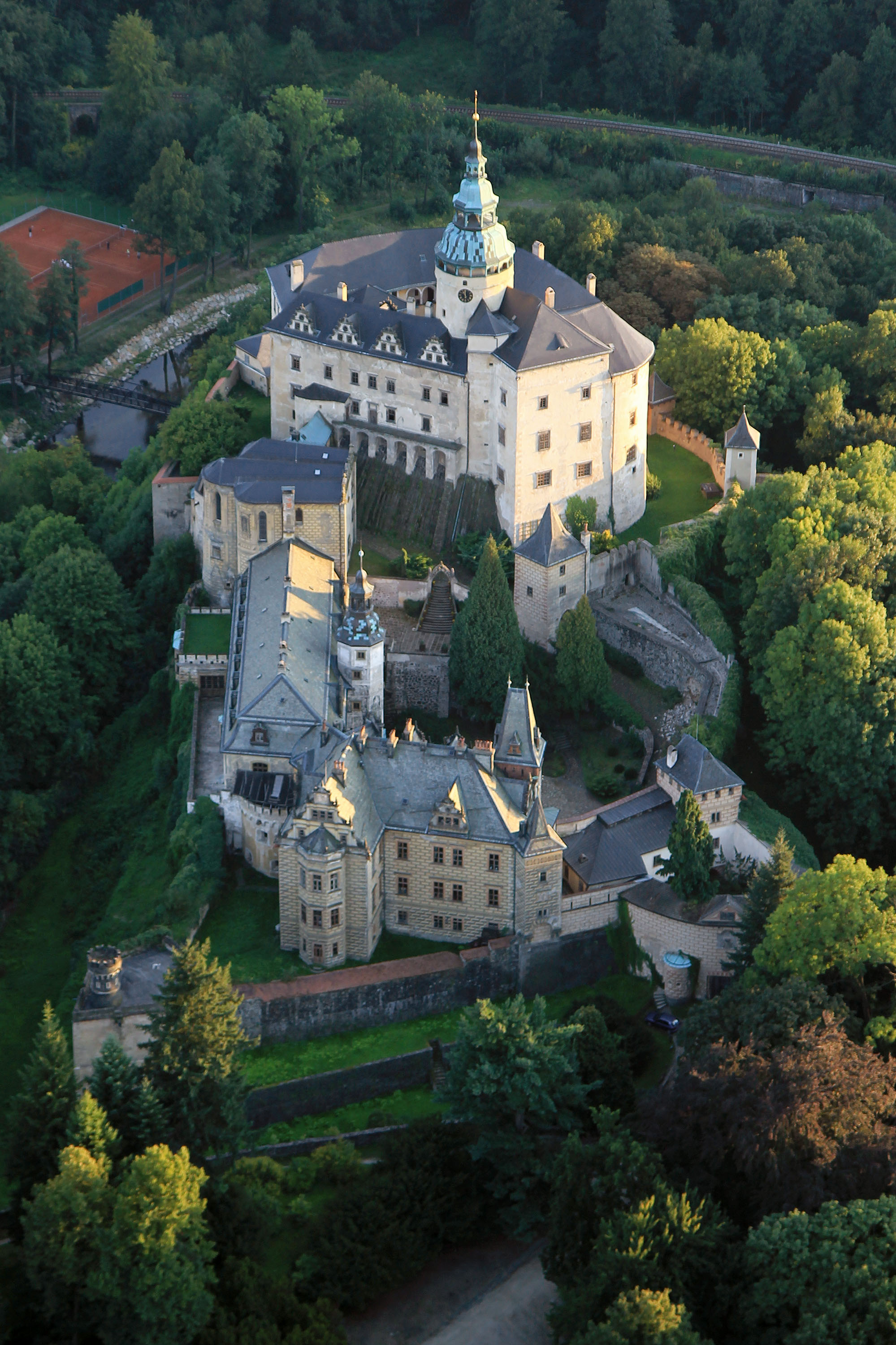
Замок и ратуша. 1893. Фридлант, Чехия
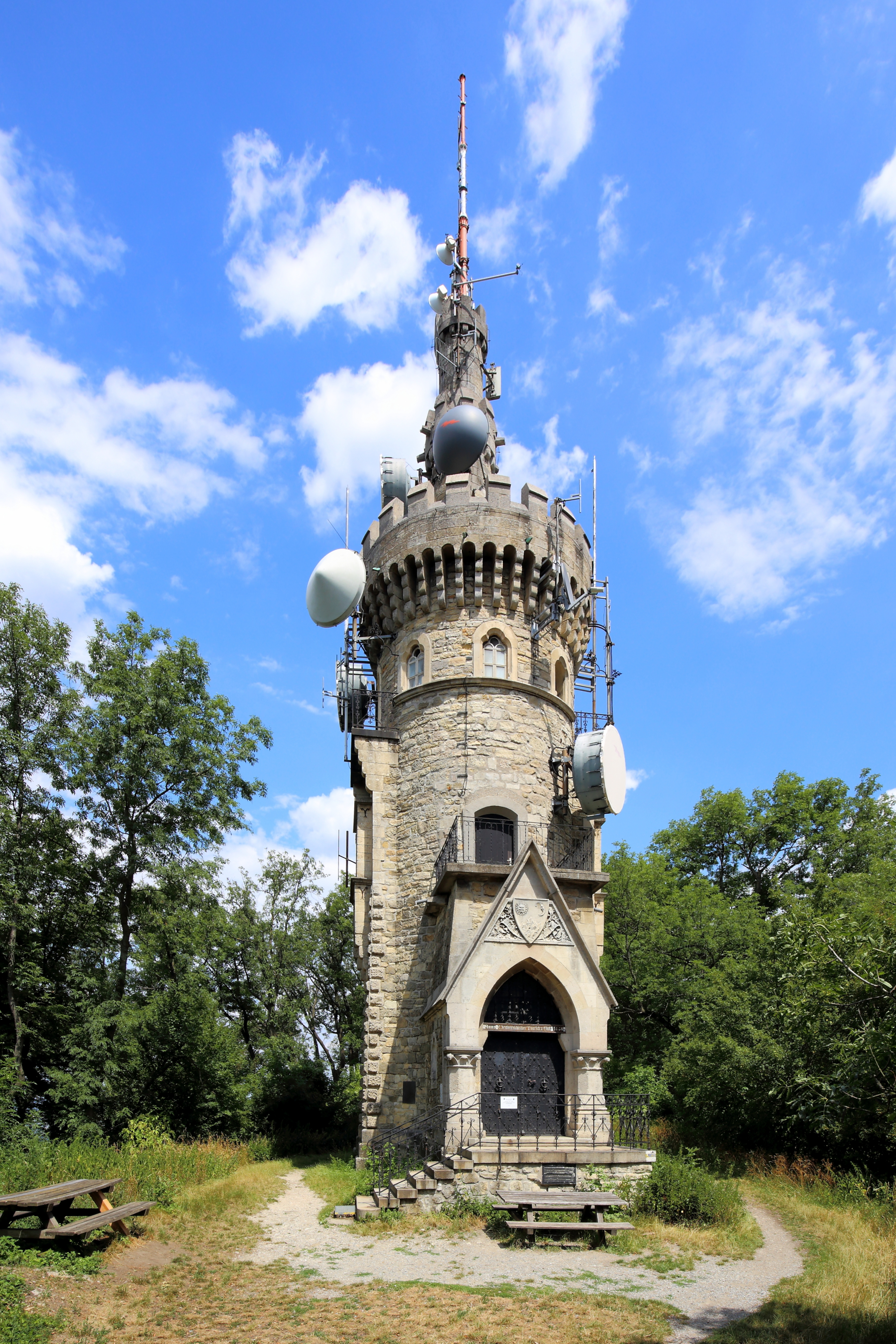
«Габсбургская смотровая башня». 1888. Вена
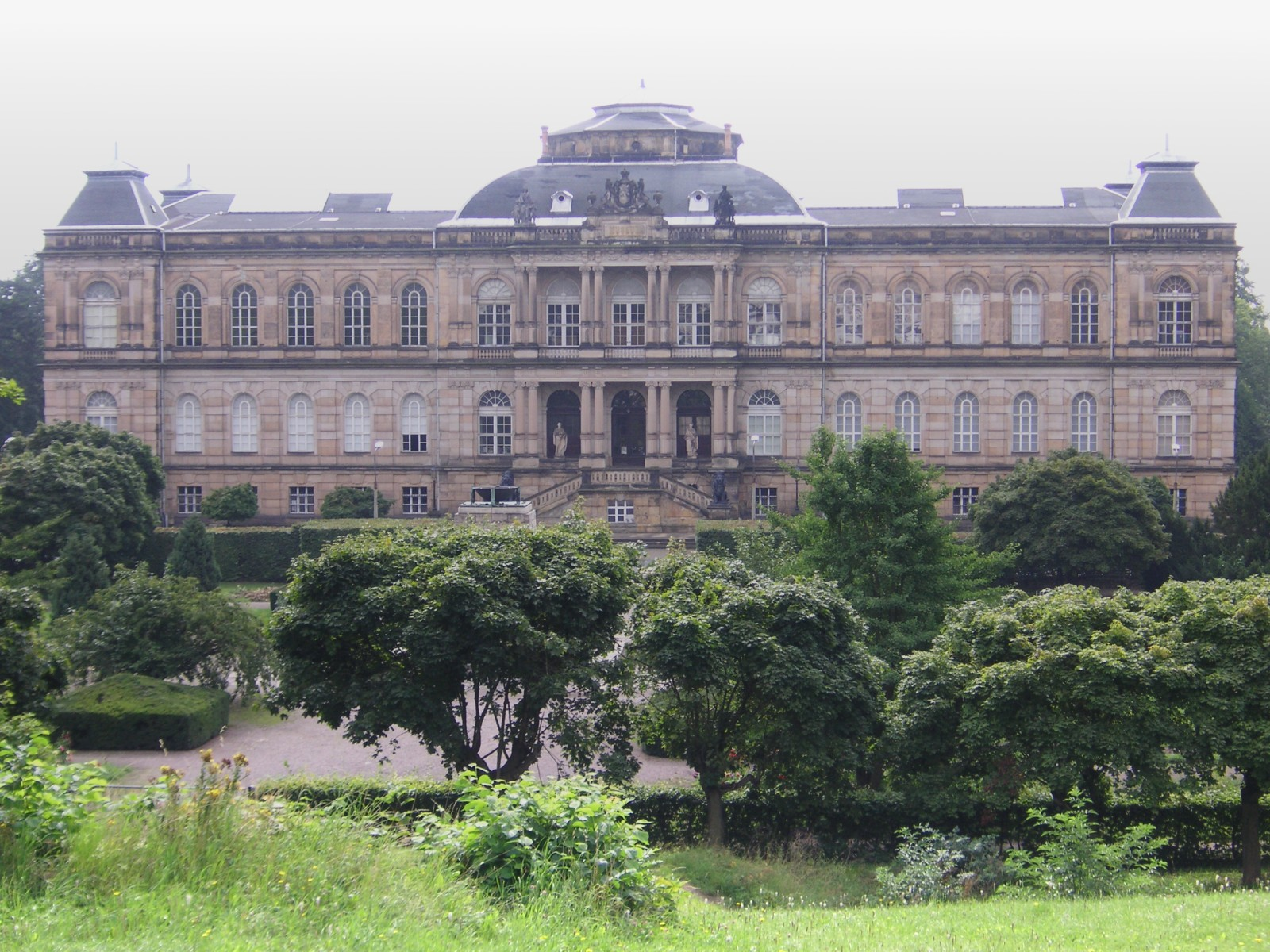
Музей естественной истории. Гота, Тюрингия